# 이터널 파이터 제로
이터널 파이터 제로(Eternal Fighter Zero, 약칭 EFZ 혹은 이파제)는 황혼 프론티어에서 제작한 동인 게임이다. Key사 스탭들이 Key를 설립하기 전에 Tactics에서 만들었던 MOON과 One ~빛나는 계절로~(이하 ONE)의 캐릭터들, Key 설립 이후에 만든 카논의 캐릭터들과 에어의 캐릭터들이 등장하는 대전 격투 게임이다. 동인 게임답게 원작의 요소들과 각종 패러디가 많이 나오는 것도 특징이다.

## 역대 버전
크게 4가지 버전이 있다(세부적으로는 x.xx버전으로 나뉨).
- 오리지널
- 블루스카이 - 2번째 업데이트, 여기서 에어 캐릭터들이 추가되었다
- 배드문 - 3번째 업데이트, MOON의 주인공 '아마사와 이쿠미'와 카논의 '아마노 미시오', '미사카 카오리'가 추가되었다.
- 메모리얼 - 마지막 업데이트, 카논의 '미나세 아키코', 교복을 입은 잠깬 나유키(통상은 자고 있음), 에어의 '칸나비노미코토(이하 칸나)'가 추가되었다. 황혼 프론티어는 이 버전을 마지막으로 업데이트를 중지한다고 천명했다.[출처 필요]

## 시스템
- RF - 레인포스 필살기. 레인포스 게이지(기 게이지 밑에 있는 작은 게이지)가 차있을경우 강으로 기술을 쓰면 강화된 기술이 나간다.
- 이터니스페셜 - 게이지를 사용한 기술(초필살기).
- 오버드라이브(파이널 메모리) - 체력게이지가 붉은색일 때 게이지3개를 이용해서 구현하는 기술. 배드문 에디션까지는 파이널메모리였다가 메모리얼에서 오버드라이브로 변경되었다.
- 리코일 가드 - 공격하는 순간에 방어하면 잠깐 아주잠깐 화면이 멈춤. 가드대미지를 입지 않는다. 반격가능.
- 리코일 아머 - 일부 캐릭터의 일부 기술에 한해서 기술이 나가는 도중에 공격받았을경우 대미지는 입어도 기술이 그대로 나가버리는 현상. 대미지 보정이 *안되므로 다단히트계열의 기술을 리코일 아머로 막으면 상당한 대미지를 입는다. 일반적인 격투게임의 '슈퍼 아머'와 유사.
- 가드어택 - 리코일아머가 적당히 기술을 방어하는 거라면 가드어택은 그 자체를 막는 것으로 막지 못하는 기술도 있다. 킹 오브 파이터즈의 가드 포인트와 비슷.
- 인스턴트 차지 - RF게이지가 반짝거리거나 붉은색일 때 사용가능. 공격이 히트한 순간에 ↓↓+강으로 캔슬해주는 효과. 대미지 보정이 풀리는 효과도 있다.
- 잡기 - 근접해서 →+강 (공중에서도 가능. 미오 원거리모드, 칸나 제외. 또한 미시오의 지상잡기는 대미지가 없음)
- 공중 복귀 - 상대방의 공격으로 공중에 띄워졌을 때 뒤로가는 키와 공격버튼 입력

## 캐릭터들

### ONE ~빛나는 계절로~
- 나가모리 미즈카

ONE의 메인 히로인. 첼로를 이용한 음파 공격을 구사한다. 기술 등은 사이킥 포스 시리즈의 패티와 유사. 이터니스페셜인 '스페셜 말타기 베개'는 킹 오브 파이터즈의 랄프의 초필살기 '말타기 발칸 펀치'의 패러디.
- 나나세 루미

2가지 버전이 있다. 자세한 것은 아래에 기술.
나나세 루미
원작에서 검도부였다가 허리 부상으로 그만두었다는 설정 때문인지 죽도를 들고 나온다. 강공격 몇 번(약 4~5번)이면 상대를 KO시킬 수 있을 정도로 파워 중심의 캐릭터. 기술들도 전체적으로 파워 중심이다.
도플 나나세
배드문 에디션부터 등장한 도플 갱어 나나세. 기술은 대부분 마벨vs캡콤의 진과 비슷. 이터니스페셜 중 '소녀 핑거'는 《기동무투전 G건담》의 '갓 핑거'의 패러디이며, 소녀 볼케이노는 《아랑전설》시리즈의 테리 보가드의 초필살기 '파워 게이저'의 패러디.
- 카와나 미사키

ONE에 나오는 장애를 가진 캐릭터 중 한 명으로, 시각장애인이다. 밸런스가 잡힌 캐릭터로, 기술은 불과 서너 개에 불과하지만 거의 다 쓸 만한 기술들이다. 강 공격이 가드어택.
- 사토무라 아카네

ONE의 히로인 중 한 명. 앞 양쪽으로 땋은 금발이 특징으로, 그 머리를 이용한 기술을 구사. 기술은 전체적으로 길티 기어 시리즈의 밀리아 레이지와 유사. 오버드라이브인 '혐옥살'은 스트리트 파이터의 고우키가 사용하는 '순옥살'의 패러디.
- 코우즈키 미오

ONE에 등장하는 장애를 가진 캐릭터 중 한 명으로, 벙어리이기 때문에 하고 싶은 말을 스케치북에 적고, 기본적으로 그 스케치북을 무기로써 사용한다. 연극부 출신이어서 기술을 쓸 때는 여러 가지 코스튬으로 변하는 모습을 볼 수 있다. 원거리 모드와 근거리 모드가 존재(특수키로 변경가능).
- 시이나 마유

ONE에 등장하는 장애를 가진 캐릭터 중 한 명으로, 정신에 약간의 결함이 있다. 그래서인지 어린아이 같은 모습을 보여주는 캐릭터. 등장 캐릭터들 중 가장 작아서 타격판정이 가장 좁다. 또한 ↓버튼을 눌러 엎드리면 맞지 않는 기술이 많다. 기술들은 주로 방방 뛰어다니는 기술들이 많다.
- 언노운(UNKNOWN)

꼬마 소녀. 그 정체는 영원의 세계의 환상에서 나오는 소녀(어린 미즈카라는 설이 있음)이다. 메모리얼에서는 컨티뉴를 한 상태에서 마지막 스테이지까지 가면 보스로 등장. 플레이어 캐릭터로서도 선택할 수 있는데, 보스보다는 성능이 다운되어 있다.

### 카논
- 츠키미야 아유

카논의 메인 히로인. 미사키처럼 밸런스가 잡혀 있는 캐릭터. 주로 등의 가방에 달려있는 날개로 공격한다.
- 미나세 나유키

2종류가 있으며, 자세한 것은 아래에 기술.
잠자는 나유키
잠자는 상태 그대로 잠옷을 입고 싸움에 임한다. 잼을 먹으면 먹을수록 기술이 강해지는데(잼은 특수키로 먹을 수 있음), 다운되면 잼의 개수가 줄어든다. 개구리 인형 '케로피'를 이용한 기술이 다수 존재. 오버드라이브 '초급이다아~ 전영탄'은 《기동무투전 G건담》에 등장하는 기술 '초급패왕전영탄'의 패러디.
교복 입은 나유키
발차기 기술이 주력이다. 파이널메모리는 아침잠이 많은 나유키가, 일찍 일어나기 위한 자명종 시계를 대량으로 던지는 기술.
- 사와타리 마코토

기술 자체의 위력은 별 볼일 없지만 연속기 및 빠른 스피드로 상대를 농락하는 일이 가능하다. 또 깔아두는 기술이 많은 것도 특징. 무기는 권총 등 화기가 중심이다.
- 미사카 시오리

《X-MEN》대전 격투게임 버전의 아이스맨을 패러디했다는 캐릭터(실제로 기술이 비슷함). 배드문에디션에서 변경된 오버드라이브는 로봇 애니메이션 투장 다이모스에서 다이모스가 쓰는 필살기 '필살 열풍 정권찌르기'의 패러디.
- 카와스미 마이

기술 자체의 위력이 낮고, 꼬마마이를 소환해서 쓰는 기술이 많은 테크니컬한 캐릭터.
- 쿠라타 사유리

기술은 주로 루갈의 패러디가 많다.
- 아마노 미시오

주무기인 창 때문인지 가장 느린 이동속도를 가진다. 대부분의 기술을 속성이 붙어야만 사용할 수 있다[속성은 원월(→↓↘+공격)을 히트시키면(가드시켜도) 랜덤으로 붙는다]. 주무기인 창은 모양으로 보면 《우시오와 토라(요괴소년 호야)》의 우시오가 사용하는 '요괴의 창'의 패러디. 아마 비슷한 이름 때문에 창을 무기로 설정한 것 같다.
- 미사카 카오리

복싱을 특기로 하는 캐릭터. 기술들이 전체적으로 빠르다. 이터니스페셜 중 하나인 '익스트림 더블'은 《바람의 검심》에서 사노스케가 쓰는 필살기인 '이중극점'의 패러디.
- 미나세 아키코

나유키의 어머니. 식칼이나 청소기 등을 무기로 사용한다. 오버드라이브는 《카논》에서 해당 잼을 먹은 모든 캐릭터들이 기피하는 수수께끼의 잼, 일명 '나조잼'을 이용한 공격.

### 에어
- 카미오 미스즈

길티 기어 시리즈의 테스타먼트처럼 트랩을 이용한 공격과 일정 시간 동안 지속적으로 대미지를 주는 기술들이 많다. 오버드라이브는 원작의 마지막 장면 패러디.
- 토노 미나기

기술이 거의(1개 제외) 서브 캐릭터 미치루를 통해 발동된다는 것이 특징.
- 키리시마 카노

마법을 쓰고 싶어해서 그런지 마법을 쓰는 캐릭터로 나온다. 마법을 사용하는 데는 영창게이지가 필요하다[영창게이지는 특수키로 채울 수 있음, 또한 ↓↘→+특수키로 한 번에 영창게이지를 채울 수 있는 신속영창을 사용할 수 있다(공격 판정이 있으며, RF 게이지가 필요함)]. 마법 이름은 전부 라그나로크에서 따 온 것임.
- 칸나비노미코토

에어에 등장하는 1000년 전의 전설에 나오는 익인. 모든 스토리의 원인을 제공한 인물. 컨티뉴를 하지 않고 마지막 스테이지까지 왔을 때 보스로서 등장한다. 성능은 거의 사기적. 하지만 이 칸나에게도 약점이 있는데...

### MOON
- 아마사와 이쿠미

MOON의 주인공. 단독 출전했다. 특정 기술로 상대를 공격하면 나오는 피를 먹어서 블러드 게이지를 채우면 제노사이드 모드로 변하는 것이 가능. 이동 속도가 가장 빠르다. 오버드라이브 '굴레라는 이름의 검'은 마벨vs캡콤에 등장하는 캡틴 코만도의 하이퍼 콤보 '캡틴 스톰'의 패러디로, MOON의 캐릭터들이 총 출동하는 기술.